# Park Wełnowiecki w Katowicach
Park Wełnowiecki w Katowicach – park położony w Katowicach, na terenie dzielnicy Wełnowiec-Józefowiec, pomiędzy ulicami: Cisową, Jesionową i Owocową.
Park Wełnowiecki to teren zieleni urządzonej, zajmujący obszar 4,18 ha, pełniący rolę parku o znaczeniu dzielnicowym. W obrębie parku istnieją place zabaw. Od wschodu graniczy z terenami zadrzewionej pokopalnianej hałdy. Według planów Urzędu Miasta Katowice te tereny stanowią naturalne zaplecze rekreacyjne parku i rezerwę terenu pod jego powiększenie.
Nazwa Park Wełnowiecki została nadana uchwałą Rady Miasta Katowice nr LXV/1303/10 z 27 września 2010, chociaż nazwa ta była używana potocznie już wcześniej. Został on założony w połowie XIX wieku. Park istniał dalej w dwudziestoleciu międzywojennym – jest zaznaczony na mapie Katowic z lat trzydziestych XX wieku. Przez park biegnie Szlak Historii Górnictwa Górnośląskiego.